# Associação de Arqueologia e Proteção do Património da Amadora
Associação de Arqueologia e Proteção do Património da Amadora (ARQA) é uma associação fundada em 29 de janeiro de 1988, na Amadora, com o objectivo de proteger o património aqueológico do município, onde se encontra a sua sede. Administra, desde sua abertura em dezembro de 1999, o Museu Municipal de Arqueologia, cuja finalidade é preservar, estudar, valorizar e divulgar o patrimônio histórico e arqueológico local. Dentre os principais focos da instituição há o Núcleo Monográfico da Necrópole de Carenque, o Núcleo Museológico do Moinho do Penedo, a villa romana da Quinta da Bolacha e o Núcleo Museográfico do Casal da Falagueira.